# Nat (információs alapmértékegység)
A nat az információ egyik alapegysége.

## Definíció
Egy S hírforrás valamely p valószínűséggel (relatív gyakorisággal) kibocsátott h hírének az információtartalma (lásd még: hírérték, entrópia):
{\displaystyle I(h)=-\log _{e}p} nat (natural unit = természetes egység)
Az információ más alapegységei a bit és a hartley.
1 nat = 1/ln 2 bit (kb. 1,44 bit),
1 nat = 1/ln 10 hartley (kb. 0,43 hartley).